# Баджуні (острови)
Острови Баджун (англ. Bajun Islands, Baajun Islands) або
Баджуні (англ. Bajuni Islands, італ. Isole dei Bagiuni) — ланцюг острівців, що простягаються уздовж берега Індійського океану в південній частині Сомалі, від Кісмайо на південь у бік кенійського кордону.
Острови є корінним місцем проживання невеликої народності Баджуні.

## Склад островів Баджун
1. Чисімаїо (Chisimaio)
2. Кандаїву (Kandhaivu)
3. Фума (Fuma)
4. Койяма (Coiama)
5. Нгумі (Ngumi)
6. Теніна (Thenina)
7. Товаї (Chovaye)
8. Тегаді (Tegadi)
9. Тула (Chula)
10. Чандраа (Chandraa)
11. Даркасі (Darkasi)
12. Амбу (Ambu)
13. Гуа (Gua)

## Історія
На Това були руїни кам'яного міста; різьблення по каменю, на думку британського чиновника, який відвідав острови, нагадувала різьбу, що зустрічається на архіпелазі Ламу в Кенії.

## Населення
Станом на 1913 р, лише два найбільші острови — Това (або Човає, 0°52′19″ пд. ш. 42°09′33″ сх. д. / 0.8720° пд. ш. 42.1593° сх. д.) і Тула 1°00′19″ пд. ш. 42°02′11″ сх. д. / 1.0052° пд. ш. 42.0364° сх. д.) були населені.